# Garnsviken (sjö)
Garnsviken är en sjö i Vallentuna kommun och Österåkers kommun i Uppland och ingår i Åkerströms huvudavrinningsområde. Sjön är 10 meter djup, har en yta på 2,1 kvadratkilometer och är belägen 1,2 meter över havet. Sjön avvattnas av vattendraget Åkersström (Långripan). Vid provfiske har en stor mängd fiskarter fångats, bland annat abborre, asp, björkna och braxen.

## Delavrinningsområde
Garnsviken ingår i det delavrinningsområde (660100-163970) som SMHI kallar för Utloppet av Garnsviken. Medelhöjden är 33 meter över havet och ytan är 37,81 kvadratkilometer. Räknas de 14 avrinningsområdena uppströms in blir den ackumulerade arean 379,7 kvadratkilometer. Avrinningsområdets utflöde Åkersström (Långripan) mynnar i havet. Avrinningsområdet består mestadels av skog (64 procent) och jordbruk (14 procent). Avrinningsområdet har 2,06 kvadratkilometer vattenytor vilket ger det en sjöprocent på 5,5 procent. Bebyggelsen i området täcker en yta av 2,21 kvadratkilometer eller 6 procent av avrinningsområdet.

## Fisk
Vid provfiske har följande fisk fångats i sjön:
| - Abborre - Asp - Björkna - Braxen - Gärs - Gädda - Gös - Karpfisk obestämd - Löja - Mört - Nors | - Regnbåge - Ruda - Sarv - Sutare |